# Präsidentschaftswahl in Montenegro 2023
Die Präsidentschaftswahl in Montenegro 2023 fand am 19. März (erster Wahlgang) und am 2. April (Stichwahl) statt.

## Ergebnis
| Kandidaten             | Parteien                                                       | 1. Wahlgang | 1. Wahlgang | 2. Wahlgang | 2. Wahlgang |
| Kandidaten             | Parteien                                                       | Stimmen     | %           | Stimmen     | %           |
| ---------------------- | -------------------------------------------------------------- | ----------- | ----------- | ----------- | ----------- |
| Jakov Milatović        | Evropa sad!                                                    | 97.867      | 28,9        | 221.592     | 58,9        |
| Milo Đukanović         | Demokratische Partei der Sozialisten Montenegros               | 119.685     | 35,4        | 154.769     | 41,1        |
| Andrija Mandić         | Demokratische Front Montenegros (NOVA – PZP – DNP – PCG – SCG) | 65.394      | 19,3        |             |             |
| Aleksa Bečić           | Demokratska Crna Gora                                          | 37.563      | 11,1        |             |             |
| Draginja Vuksanović    | Socijaldemokratska Partija Crne Gore                           | 10.669      | 3,2         |             |             |
| Goran Danilović        | Ujedinjena Crna Gora                                           | 4.659       | 1,4         |             |             |
| Jovan Radulović        | Parteilos                                                      | 2.574       | 0,8         |             |             |
| Gesamt                 | Gesamt                                                         | 338.411     | 100         | 376.361     | 100         |
|                        |                                                                |             |             |             |             |
| Ungültige Stimmen      | Ungültige Stimmen                                              | 3.169       | 0,9         | 3.920       | 1,0         |
| Wähler                 | Wähler                                                         | 341.580     | 63,0        | 380.281     | 70,1        |
| Wahlberechtigte        | Wahlberechtigte                                                | 542.154     |             | 542.154     |             |
|                        |                                                                |             |             |             |             |
| Quelle: Wahlkommission |                                                                |             |             |             |             |